# Civeta de palmera de Hose
La civeta de palmera de Hose (Diplogale hosei) és un membre de la família dels vivèrrids. Rep el seu nom del zooleg Charles Hose. Només s'ha vist als boscos de Borneo, a l'est de Malàisia, i a Brunei.
Aquesta civeta és coneguda pels 15 espècimens dels museus, l'última de les quals fou capturada el 1955. Uns pocs albiraments recents, inclouen una captura a Brunei (Yasuma 2004) i una fotografia registrada per una trampa de càmera als boscos del Parc nacional de Kinabalu, a Sabah (Wells et al. 2005). Una altra imatge d'una captura d'una trampa de càmera agafada a Kalimantan podria ser d'aquesta espècies, però la seva autenticitat ha generat una discussió controvertida (Chapron et al. 2006). Els pocs registres no pertemetent actualment una avaluació adequada de la seva distribució i del seu hàbitat. Encara que la majoria de registres provenen dels boscos de muntanya, també es poden trobar als boscos de dipterocarpàcies de les terres baixes. La pèrdua i canvi d'hàbitat forestals són amenaces per la investigació d'aquestes espècies petites de civeta.
Aquest tàxon fou anomenat en honor del zoòleg, etnòleg i funcionari britànic Charles Hose.

## Anatomia
La civeta de palmera de Hose té una longitud de cos que varia entre 47 i 54 centímetres, i una cua que fa entre 28 i 33 centímetres. Tenen un pelatge que va del marró fosc al negre a l'esquena, la cua, les potes i la part superior del cap, i un color més pàl·lid a la resta del cos.

## Dieta
S'alimenta de cucs i insectes